# Heaven Is a Place on Earth
"Heaven is a Place on Earth" là một bài hát được ca sĩ người Mỹ Belinda Carlisle thu âm cho album phòng thu thứ hai của cô Heaven on Earth (1987). bài hát được Rick Nowels và Ellen Shipley sáng tác, và được phát hành dưới dạng đĩa đơn từ album Heaven on Earth vào ngày 14 tháng 9 năm 1987 và nó đã đạt vị trí số một trên Billboard Hot 100 của Hoa Kỳ vào ngày 5 tháng 12 năm 1987, trở thành bài hát đứng đầu bảng xếp hạng của Hoa Kỳ duy nhất của ca sĩ này cho đến nay. Một tháng sau, nó đạt vị trí số một tại Vương quốc Anh, nơi nó giữ vị trí hàng đầu của Bảng xếp hạng đĩa đơn của Anh trong hai tuần.
Bài hát đã được đề cử giải Grammy cho Trình diễn giọng hát pop nữ hay nhất năm 1988 nhưng thua bài "I Wanna Dance with Somebody (Who Loves Me)" của Whitney Houston. Trong năm 2017, danh sách rút gọn của Dave Fawbert liệt kê bài hát như chứa 'một trong những bài hát có thay đổi tông nhạc hay nhất trong lịch sử âm nhạc'.
Vào năm 2015, Carlisle đã thu âm lại bài hát dưới dạng một bản ballad acoustic. Phiên bản này đã xuất hiện trong album Wilder Shores (2017) của cô, kết hợp các bản nhạc acoustic với nhịp phách toàn cầu và các bài hát Sikh truyền thống.

## Thành phần
Bài hát được biểu diễn theo tông Mi trưởng, với nhịp độ 123 nhịp mỗi phút trong thời gian chung. Giọng hát của Carlisle kéo dài từ E3 đến D♯ 5. Trong đoạn điệp khúc cuối cùng của bài hát, tông được chuyển sang Fa thăng trưởng.

## Sản xuất
Những giọng ca hát nền của Carlisle trong bài hát bao gồm các nhạc sĩ Nowels và Shipley cũng như Michelle Phillips của The Mamas & the Papas và nhạc sĩ Diane Warren. Trong bài hát cũng có nhạc sĩ Thomas Dolby chơi keyboard.

## Vị trí bảng xếp hạng
"Heaven Is a Place on Earth" đạt vị trí số một trên bảng xếp hạng Hot 100 của Billboard Hoa Kỳ và thứ bảy trên bảng xếp hạng dành cho người lớn. Nó cũng là một hit số một tại Vương quốc Anh, đứng đầu Bảng xếp hạng đĩa đơn của Anh trong hai tuần.
Đĩa đơn này cũng đạt vị trí số một ở nhiều quốc gia khác, trong đó có Thụy Sĩ, Ireland, Thụy Điển, Nam Phi và Na Uy. Nó cũng đạt vị trí thứ ba ở Đức và Canada, số hai ở Úc và số sáu ở Ý. Nó đạt đến trạng thái Vàng ở Canada và Vương quốc Anh.

## Video âm nhạc
Video âm nhạc quảng cáo cho bài hát này được chỉ đạo bởi nữ diễn viên từng đoạt giải Oscar, Diane Keaton và có sự xuất hiện của chồng cô Morgan Mason. Nó cũng có trẻ em đeo mặt nạ và áo choàng màu đen, và cầm những quả cầu nhựa được chiếu sáng. Carlisle xuất hiện với chiếc váy và sau đó đổi thành áo cánh ngoài màu đen. Đoạn video được quay một phần tại công viên giải trí Six Flags Magic Mountain ở Valencia, California (nay là Santa Clarita, California), trên trò chơi trượt Spin Out hiện không còn tồn tại.

## Bảng xếp hạng và chứng chỉ
| Chart (1987–88)                       | Peak position |
| ------------------------------------- | ------------- |
| Úc (ARIA)                             | 2             |
| Áo (Ö3 Austria Top 40)                | 10            |
| Bỉ (Ultratop 50 Flanders)             | 3             |
| Canada Top Singles (RPM)              | 3             |
| Canada Adult Contemporary (RPM)       | 5             |
| Denmark (IFPI)                        | 3             |
| Châu Âu Hot 100 Singles (Billboard)   | 1             |
| Đức (GfK)                             | 3             |
| Iceland (Íslenski Listinn Topp 10)    | 7             |
| Ireland (IRMA)                        | 1             |
| Italy (FIMI)                          | 6             |
| Hà Lan (Dutch Top 40)                 | 7             |
| Hà Lan (Single Top 100)               | 7             |
| New Zealand (Recorded Music NZ)       | 1             |
| Na Uy (VG-lista)                      | 1             |
| South Africa (Springbok Radio)        | 1             |
| Spain (AFYVE)                         | 10            |
| Thụy Điển (Sverigetopplistan)         | 1             |
| Thụy Sĩ (Schweizer Hitparade)         | 1             |
| Anh Quốc (OCC)                        | 1             |
| Hoa Kỳ Billboard Hot 100              | 1             |
| Hoa Kỳ Adult Contemporary (Billboard) | 7             |

| Chart (2019)                    | Peak position |
| ------------------------------- | ------------- |
| Ba Lan (Polish Airplay Top 100) | 84            |

| Chart (1987)             | Position |
| ------------------------ | -------- |
| Canada Top Singles (RPM) | 36       |

| Chart (1988)                         | Position |
| ------------------------------------ | -------- |
| Australia (ARIA)                     | 11       |
| Belgium (Ultratop 50 Flanders)       | 30       |
| Canada Top Singles (RPM)             | 99       |
| Germany (Official German Charts)     | 31       |
| Italy (FIMI)                         | 31       |
| Netherlands (Dutch Top 40)           | 61       |
| Netherlands (Single Top 100)         | 81       |
| New Zealand (Recorded Music NZ)      | 9        |
| South Africa (Springbok Radio)       | 4        |
| Switzerland (Schweizer Hitparade)    | 8        |
| UK Singles (Official Charts Company) | 17       |
| US Billboard Hot 100                 | 7        |

| Quốc gia                                                                           | Chứng nhận | Số đơn vị/doanh số chứng nhận |
| ---------------------------------------------------------------------------------- | ---------- | ----------------------------- |
| Canada (Music Canada)                                                              | Gold       | 50,000^                       |
| Anh Quốc (BPI)                                                                     | Gold       | 601,000                       |
| * Chứng nhận dựa theo doanh số tiêu thụ. ^ Chứng nhận dựa theo doanh số nhập hàng. |            |                               |